# 25. Waffen-SS Gránátos Hadosztály „Hunyadi” (1. magyar)
A 25. Waffen-SS Hunyadi Gránátos Hadosztály (1. magyar), vagy az SS 25. Hunyadi Waffen-gránátos Hadosztálya (1. magyar), (németül: 25. Waffen-Grenadierdivision der SS „Hunyadi“ (ungarische Nr. 1) a Waffen-SS rövid életű gránátos gyalogos hadosztálya volt a második világháborúban. 1944 novemberében hozták létre, miután a németek megdöntötték Horthy Miklós kormányzó hatalmát. Döntően a Magyar Királyi Honvédség 13. honvéd gyaloghadosztálya állományából és nyilaskeresztes önkénteseiből. A hadosztályt a németek nem képezték ki, és nem szerelték fel rendesen. Kiképzőtáborából az előrenyomuló szovjet Vörös Hadsereg elől visszavonulva, 1945 májusában megadta magát az amerikai hadsereg (US Army) csapatainak.

## Története
A hadosztály 1944 áprilisában jött létre, mint 25. SS-önkéntes Gránátos Hadosztály (25. SS-Freiwilligen-Grenadier-Division), még német legénységgel. 1944. november 2-án Zalaegerszeg térségében mint 25. Waffen-SS Hunyadi Gránátos Hadosztályt újraalapították, személyi állománya ekkor a 13. honvéd gyaloghadosztály maradványaiból, és nyilaskeresztes önkéntesekből tevődött össze. 1944. november végén a magyar Waffen-SS csapatok szervezésére rendelkezésre álló 20 000 főt a németországi, sziléziai Neuhammer kiképzőtáborában (Truppenübungsplatz Neuhammer) vonták össze, ahol a 26. Waffen-SS Gránátos Hadosztály (2. magyar) is megalakult. A két hadosztály az SS XVII. hadtestét (XVII. Waffen-Armeekorps (ungarisches)) képezte. Azonban a II. világháború végén a németek megfelelő felszerelést, fegyverzetet, járműveket és ellátmányt már nem  tudtak biztosítani számukra. 1945 februárjában a Vörös Hadsereg megközelítette Neuhammer térségét, így a hadosztályt Ausztria területére evakuálták, Neuhammerban maradt utóvédjét a szovjet csapatok megsemmisítették. A 25. Waffen-SS Hunyadi Gránátos Hadosztály egyetlen jelentősebb harctevékenységét 1945. május 3-án George S. Patton tábornagy 3. amerikai hadseregének erőivel vívta. 1945. május 4-5-én Attersee közelében megadta magát az amerikai csapatoknak.

## Összetétel és elnevezés
Megkülönböztető nevét Hunyadi János tiszteletére kapta. A hadosztály személyi állománya főleg magyar nemzetiségű honvédekből, kisebb részben nyilaskeresztes önkéntesekből állt. Azon SS egységekkel ellentétben, amelyek németekből, vagy árja germán északi népek fiaiból álltak, a hadosztály elnevezésében az "SS" helyén "Waffen" állt, ellentétben például a magyarországi, bácskai németekből verbuválódott 31. SS-önkéntes Gránátos Hadosztállyal (31. SS-Freiwilligen-Grenadier-Division). A rangok megnevezése esetében az "SS" helyén szintén "Waffen" állt, például SS-Rottenführer (szakaszvezető) helyett Waffen-Rottenführer. A hadosztály katonáinak egy része a zubbony jobb kar részénél "H" betűt viselt, tervezték a magyar nemzeti színeket viselő címerpajzs bevezetését.

## Részei

### Ezredek
- SS 61. Waffen-gránátos Ezred (1. magyar) – Waffen-Grenadier-Regiment der SS 61 (ungarisches Nr. 1)
  - 2 zászlóalj
- SS 62. Waffen-gránátos Ezred (2. magyar) – Waffen-Grenadier-Regiment der SS 62 (ungarisches Nr. 2)
  - 2 zászlóalj
- SS 63. Waffen-gránátos Ezred (3. magyar) – Waffen-Grenadier-Regiment der SS 63 (ungarisches Nr. 3)
  - 2 zászlóalj
- SS 25. Waffen-tüzér Ezred – Waffen-Artillerie-Regiment der SS 25
  - 4 zászlóalj
- SS 25. Waffen-kiképző és Tartalékezred
- 86. Magyar kiképző és Tartalékezred
  - 4 zászlóalj
- SS 25. Hadtáp Ezred – SS-Versorgungs-Regiment 25

### Önálló zászlóaljak
- SS 25. Waffen-sízászlóalj – Waffen-Schi-Bataillon 25
- SS 25. Waffen-kerékpároszászlóalj
- SS 25. Waffen-műszaki Zászlóalj
- SS 25. Tábori Pótzászlóalj – SS-Feldersatz-Bataillon 25
- SS 25. Hadosztály-lövészzászlóalj – SS-Divisions-Füsilier-Bataillon 25
- SS 25. Páncélvadász-zászlóalj – SS-Panzerjäger-Bataillon 25
- SS 25. Légvédelmi-tüzérzászlóalj
- SS 25. Híradós-zászlóalj

### Önálló századok
- SS 25. Állategészségügyi Század – SS-Veterinär-Kompanie 25
- SS 25. Hadosztály-tolmácsszázad

## Parancsnokok
- 1944. november – Thomas Müller SS-Standartenführer
- 1944. november – 1945. május 8. – Grassy József Waffen-Gruppenführer

## Galéria

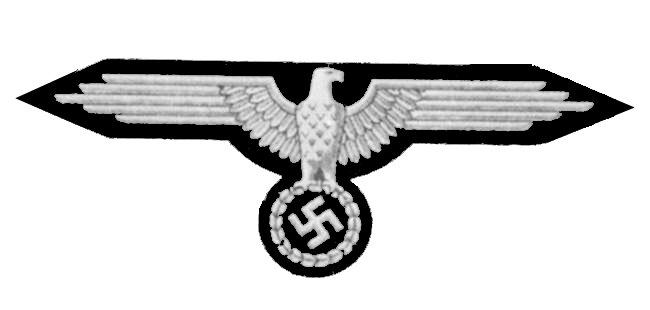
Az SS egyenruháin 1936-1945 között használt változatú birodalmi sas felségjelzés (SS Hoheitszeichen).
Az SS rohamsisakokon (Stahlhelm) használt felségjelzések.
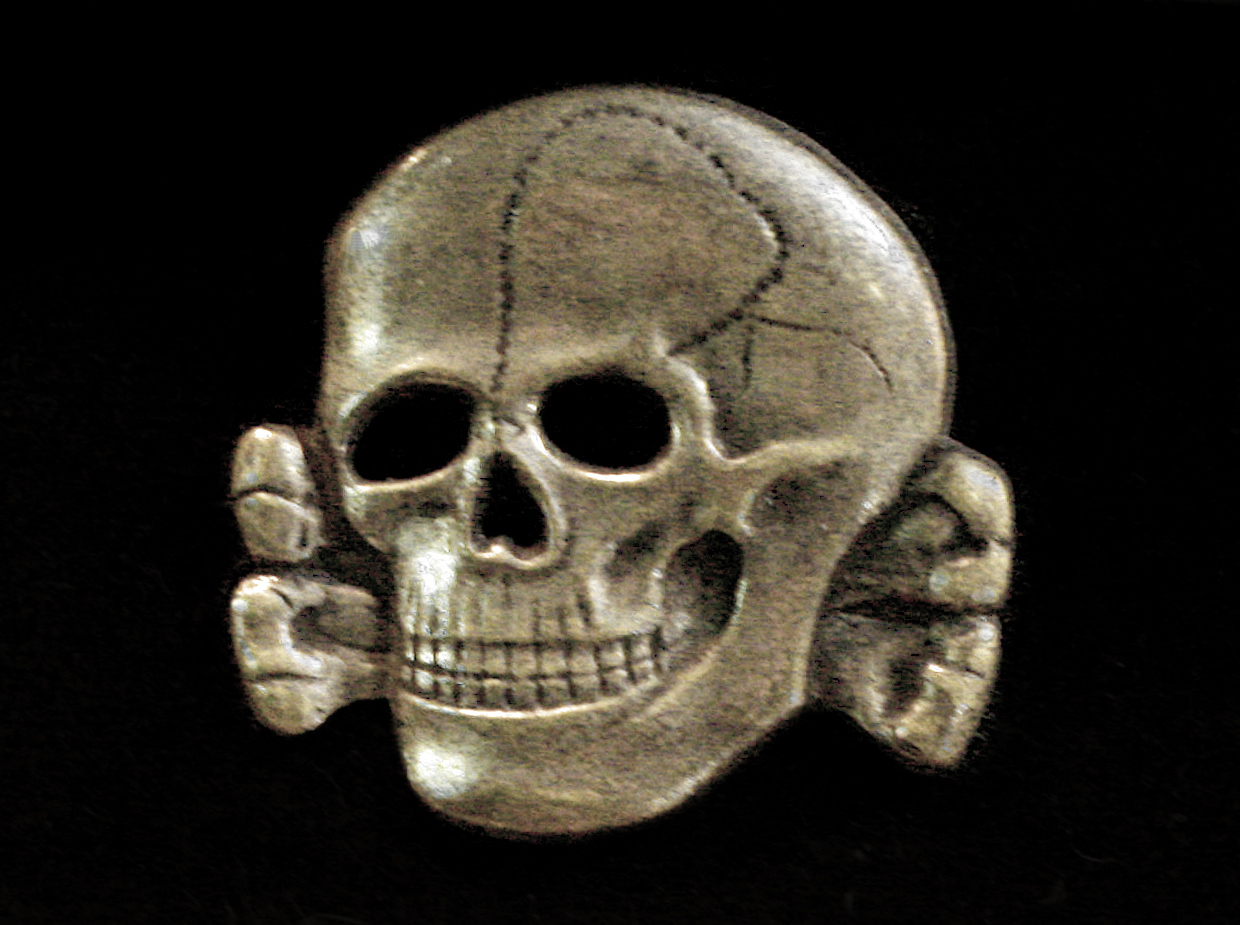
Az SS halálfeje (SS Totenkopf).
Az SS zászlaja.
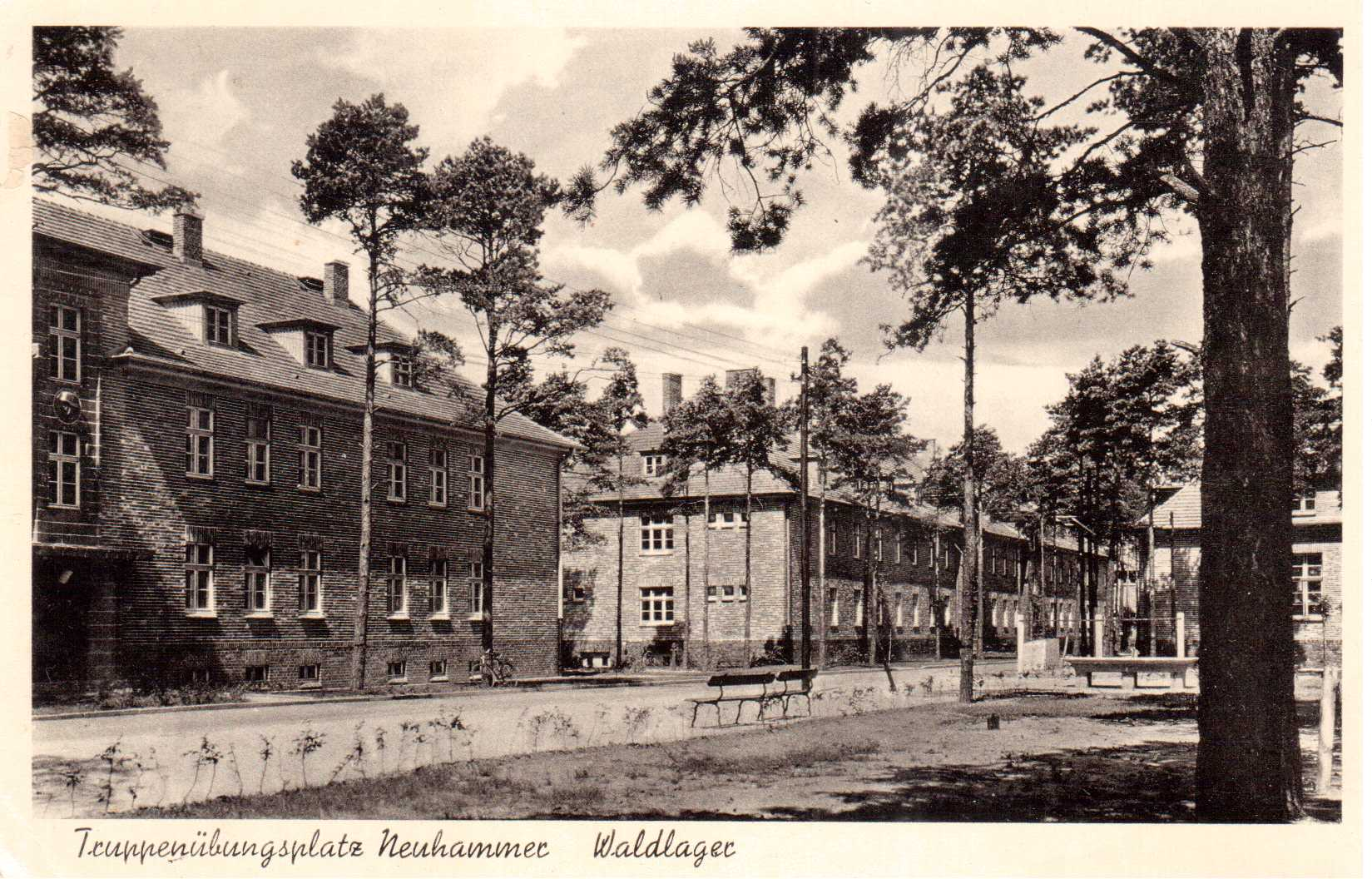
A sziléziai, neuhammeri katonai kiképzőtábor (Neuhammer Truppenübungsplatz) erdei kaszárnyái (Waldlager).
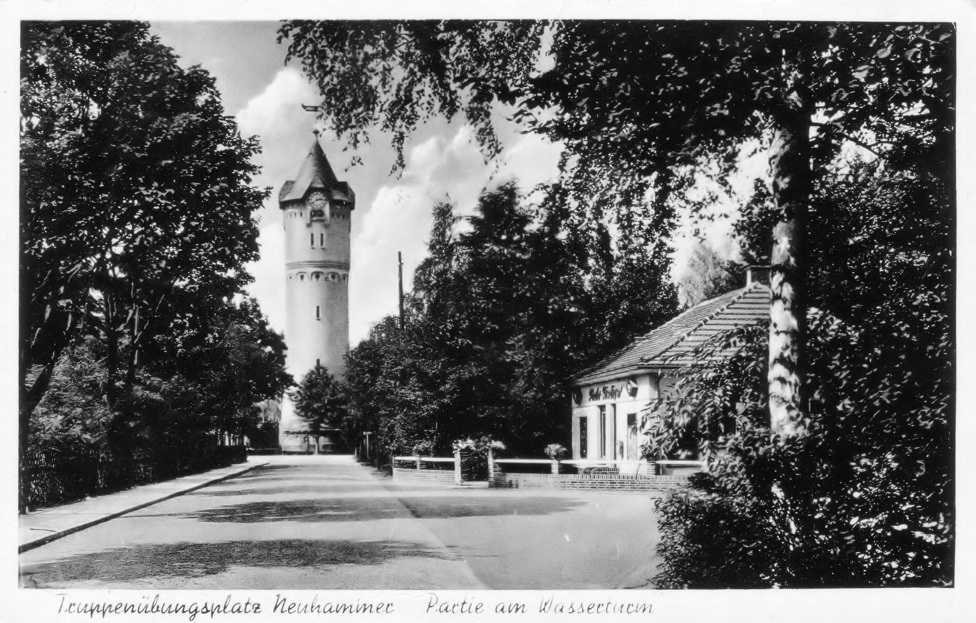
A neuhammeri kiképzőtábor víztornya az 1930-as években.